# Stanislaus County
Stanislaus County ist ein County im Bundesstaat Kalifornien. Der Verwaltungssitz (County Seat) ist Modesto.

## Geographie
Das County liegt zwischen Stockton und Fresno im Central Valley und grenzt im Uhrzeigersinn an die Countys: Calaveras County, Tuolumne County, Merced County, Santa Clara County und San Joaquin County.
Das County wird vom Office of Management and Budget zu statistischen Zwecken als Modesto, CA Metropolitan Statistical Area geführt.

## Geschichte
Stanislaus County wurde 1854 aus Teilen des Tuolumne County gebildet. Das County ist nach dem Stanislaus River benannt. Dieser Fluss wurde zuerst von Gabriel Moraga 1806 entdeckt und später als „Rio Estanislao“ zu Ehren von Estanislao, einem missionierten Häuptling eines lokalen Stammes benannt, der als Renegat eine Gruppe von Indianern gegen die Mexikaner führte, bis er schließlich durch Mariano Vallejo 1826 besiegt wurde. Sein Taufname Estanislao ist die spanische Transkription für Stanislaus, den latinisierten Namen des polnischen, katholischen Heiligen und Bischofs Stanisław von Krakau.
Im Stanislaus County liegt eine National Historic Landmarks, die Knight’s Ferry Bridge. Insgesamt sind 23 Bauwerke und Stätten des Countys im National Register of Historic Places eingetragen.

## Demografische Daten

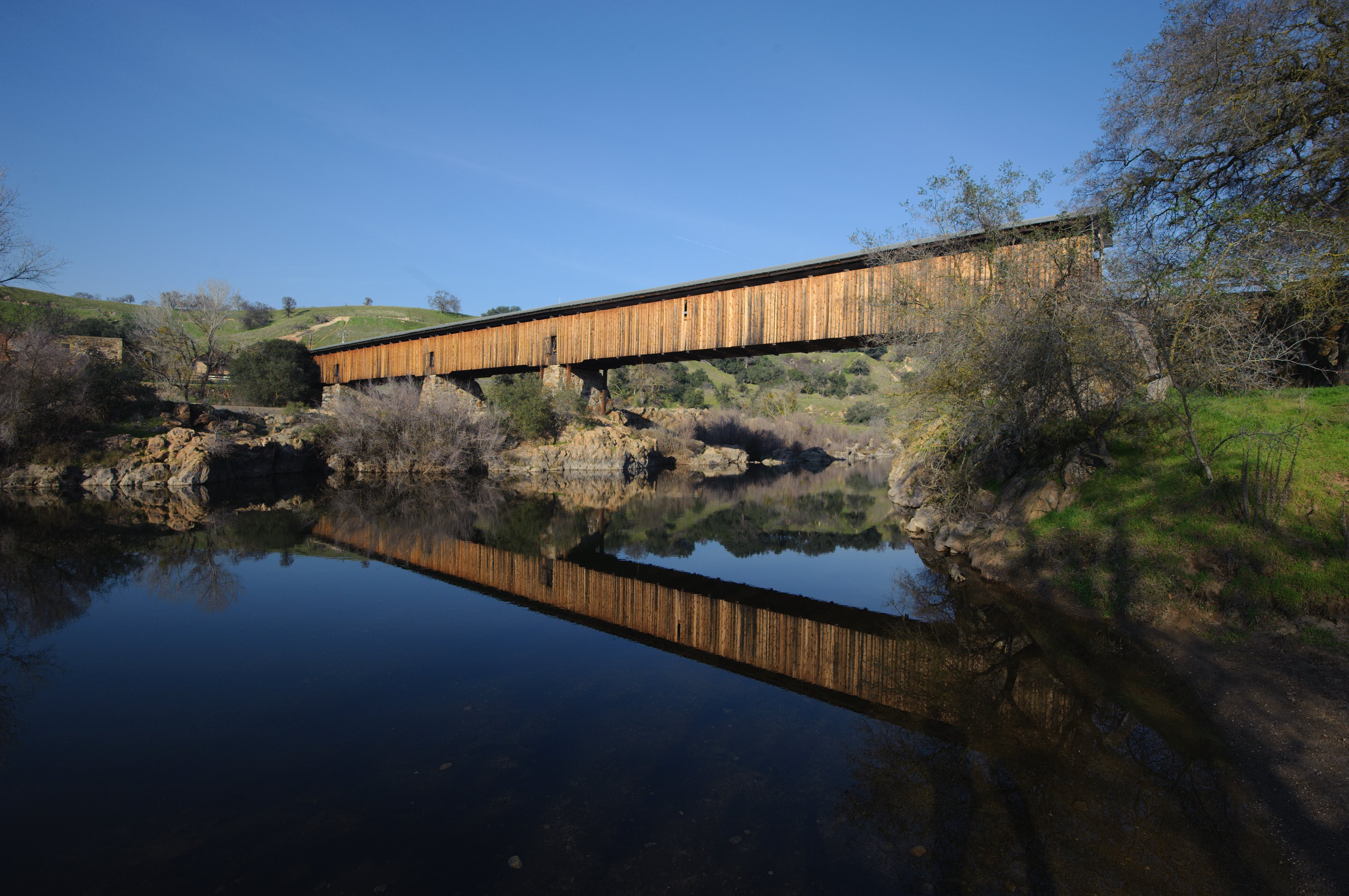
Die Knight’s Ferry Bridge über den Stanislaus River

Alterspyramide des Stanislaus Countys

Nach der Volkszählung im Jahr 2000 lebten im Stanislaus County 446.997 Menschen. Es gab 145.146 Haushalte und 109.585 Familien. Die Bevölkerungsdichte betrug 116 Einwohner pro Quadratkilometer. Ethnisch betrachtet setzte sich die Bevölkerung zusammen aus 69,33 % Weißen, 2,58 % Afroamerikanern, 1,27 % amerikanischen Ureinwohnern, 4,22 % Asiaten, 0,34 % Bewohnern aus dem pazifischen Inselraum und 16,82 % aus anderen ethnischen Gruppen; 5,44 % stammten von zwei oder mehr ethnischen Gruppen ab. 31,74 % der Bevölkerung waren spanischer oder lateinamerikanischer Abstammung.
Von den 145.146 Haushalten hatten 41,20 % Kinder und Jugendliche unter 18 Jahre, die bei ihnen lebten. 56,00 % waren verheiratete, zusammenlebende Paare, 13,70 % waren allein erziehende Mütter. 24,50 % waren keine Familien. 19,40 % waren Singlehaushalte und in 7,90 % lebten Menschen im Alter von 65 Jahren oder darüber. Die Durchschnittshaushaltsgröße betrug 3,03 und die durchschnittliche Familiengröße lag bei 3,47 Personen.
Auf das gesamte County bezogen setzte sich die Bevölkerung zusammen aus 31,10 % Einwohnern unter 18 Jahren, 9,80 % zwischen 18 und 24 Jahren, 29,00 % zwischen 25 und 44 Jahren, 19,50 % zwischen 45 und 64 Jahren und 10,40 % waren 65 Jahre alt oder darüber. Das Durchschnittsalter betrug 32 Jahre. Auf 100 weibliche Personen kamen 96,80 männliche Personen, auf 100 Frauen im Alter ab 18 Jahren kamen statistisch 93,40 Männer.
Das jährliche Durchschnittseinkommen eines Haushalts betrug 40.101 USD, das Durchschnittseinkommen der Familien betrug 44.703 USD. Männer hatten ein Durchschnittseinkommen von 36.969 USD, Frauen 26.595 USD. Das Prokopfeinkommen betrug 16.913 USD. 16,00 % Prozent der Bevölkerung und 12,30 % der Familien lebten unterhalb der Armutsgrenze. 20,50 % davon waren unter 18 Jahre und 8,80 % waren 65 Jahre oder älter.

## Orte im County

### Citys
- Ceres
- Hughson
- Modesto (County Seat)
- Newman
- Oakdale
- Patterson
- Riverbank
- Turlock
- Waterford

### CDPs
| - Airport - Bret Harte - Bystrom - Cowan - Crows Landing - Del Rio - Denair - Diablo Grande - East Oakdale | - Empire - Grayson - Hickman - Keyes - Knights Ferry - La Grange - Monterey Park Tract - Orange Blossom - Parklawn | - Riverdale Park - Rouse - Salida - Shackelford - Tuolumne - Valley Home - West Modesto - Westley |